# Moëze
Moëze é uma comuna francesa na região administrativa da Nova Aquitânia, no departamento de Charente-Maritime. Estende-se por uma área de 21,17 km². Em 2010 a comuna tinha 578 habitantes (densidade: 27,3 hab./km²).